# Macrostomus argyrotarsis
Macrostomus argyrotarsis är en tvåvingeart som beskrevs av Mario Bezzi 1909. Macrostomus argyrotarsis ingår i släktet Macrostomus och familjen dansflugor. Inga underarter finns listade i Catalogue of Life.